# Эрбдростенхоф
Эрбдростенхоф (нем. Erbdrostenhof) — дворец расположенный на улице Зальцштрассе в Мюнстере; был построен в стиле барокко по планам архитектора Иоганна Конрада Шлауна в период с 1753 по 1757 год. Разрушенные в годы Второй мировой войны фрески Николауса Лодера были восстановлены Паулем Рекендорфером в 1965—1967 годах.